# Мунтян, Димитру
Димитру Мунтян (молд. и рум. Dumitru Muntean; род. 10 апреля 1985, Бендеры) — молдавский футбольный арбитр. Арбитр ФИФА с 2013 года .

## Международная карьера
11 июля 2013 года Мунтян дебютировал на европейском уровне во время матча между эстонской «Левадией» и «Бала Таун» из Уэльса в предварительном раунде Лиги Европы УЕФА. Матч закончился со счётом 3:1 в пользу эстонского клуба. Молдавский арбитр е показал соперникам четыре желтые карточки.
Его первый матч на уровне сборных состоялся 11 октября 2013 года, когда Фареры сыграли вничью с 1:1 с национальной командой Казахстана. На счету Мунтяна одна выписанная жёлтая карточка.